# Trinta (álbum)
Trinta é um álbum de grandes sucessos da cantora brasileira Patricia Marx, lançado em 2013. Trata-se de faixas regravadas de vários de seus sucessos lançados durante os trinta anos de sua carreira, com participações especiais e novos arranjos, além de quatro canções inéditas. 
Em relação a divisão das faixas, seis das dez incluídas são sucessos vindos dos álbuns Ficar com Você, Quero Mais, Respirar e Patricia Marx. As quatro restantes são músicas inéditas. Todas as canções receberam arranjos com sonoridades modernas que incluem estilos como o neo soul e o drum and bossa, que a artista explorou em sua discografia desde o início dos anos de 2000, em seus discos lançados pela gravadora Trama.
Para promovê-lo foram lançados três singles: "Tudo o que Eu Quero", com participação de Ed Motta, "Espelhos D'água", com Seu Jorge e "Quando Chove". As canções foram cantadas em shows e programas de TV, além de algumas delas terem ganhado videoclipes e lyric vídeos.
Um DVD também foi lançado, e inclui o show que celebra os trinta anos de carreira, cujo repertório trazia canções como "Rock with You" do cantor Michael Jackson e "Sonho de Amor" (que faz parte de Incertezas, de 1990), um de seus maiores sucessos. Como extras, foram incluídos: entrevistas, videoclipe, galeria de fotos e cenas dos bastidores.
Em 2014, Trinta foi relançado em plataformas digitais de streaming, em uma versão deluxe, que inclui (em áudio) o show ao vivo (do DVD) de comemoração aos 30 anos de carreira, além de alguns remixes.

## Antecedentes e composição
A carreira de Patricia Marx iniciou-se em 1983, quando gravou canções para o 1.º Festival Internacional da Criança. Após gravações com o grupo Trem da Alegria, seguiu em carreira solo em 1987. Seu primeiro trabalho, intitulado Paty, vendeu mais de 350 mil cópias no Brasil, e rendeu a artista sucessos de rádio como "Festa do Amor" e Te Cuida Meu Bem". Os álbuns que o sucederam: Patricia e Incertezas, renderam a artista mais singles que estão entre os seus maiores sucessos. Dessa primeira fase infantojuvenil apenas "Sonho de Amor" foi incluída, porém, no DVD.
Trinta reúne canções de 4 de seus álbuns de estúdio seguintes: Ficar com Você, de 1994 ("Ficar Com Você" e "Quando Chove"), Quero Mais, de 1995 ("Espelhos D'água"), Respirar, de 2002 ("Sem Pensar" e "Despertar") e Patricia Marx, de 2005 ("Menino"), todas elas com novos arranjos, com a sonoridade Neo soul, que explorou em seus álbuns de estúdio para a gravadora Trama. Também reúne quatro canções inéditas, a saber: "Cedo ou Tarde", "Tudo o que Eu Quero", "Melody of Love" e "Dito e Feito".
As canções foram produzidas por Bruno E, Sorry Drummer e Filiph Neo, e algumas trazem participações especiais de alguns cantores que a artista admirava, como Seu Jorge e Ed Motta.

## DVD Trinta Ao Vivo
A celebração dos trinta anos de carreira, contou com a gravação de um DVD, a partir de um show ao vivo, que foi gravado em São Paulo, na cidade de Valinhos, em 2012. Segundo Rosualdo Rodrigues, do jornal Correio Braziliense: "num belo cenário em que as luzes refletem em um candelabro, e acompanhada por banda afinadíssima, Patricia dá levada soul a repertório em que hits como "Espelhos d'água" e "Tudo o que Eu Quero" aparecem harmonizadas com covers, como "Rock with You" de Michael Jackson".
Com exceção de "Dito e Feito", todas as canções de Trinta foram cantadas. O show contou com participação especial de Filiph Neo e Sorry Drummer. Como extras estão os clipes de "Espelhos D'água", uma galeria de fotos, making of e um documentário sobre a carreira.

## Lançamento e divulgação
O lançamento ocorreu no Bourbon Street, em São Paulo. A versão lançada no iTunes possui duas faixas bônus: Sonho de Amor (Ao Vivo) e a versão "Radio Mix" de Espelhos D'água com Seu Jorge. No dia 14 de agosto de 2014, a versão deluxe  entrou para pré-venda no iTunes, com as canções do DVD ao vivo.
Durante a divulgação, um post no seu Facebook sobre as dificuldades de fazer shows e tocar em rádios brasileiras foram notícias em vários veículos de comunicação, ela disse: "Acho muito difícil trabalhar no Brasil. Em termos de shows então, é o pão que o diabo amassou! Artistas que fazem shows, são os mesmos que dominam o mercado com seu lixo cultural. Os SESCs são difíceis de entrar por conta das panelinhas de produtores que escolhem os famosos projetos pra entrar lá". Ela continuou comparando a situação do mercado fonográfico brasileiro e o inglês: "Estou de saco bem cheio de não fazer show nesse país! Quando morei em Londres, fiz três turnês em um ano!! Tenho um filho pra criar, escola para pagar, casa, comida, gasolina, 30 anos de carreira, um CD e um DVD comemorativos desses anos todos de serviço musical!! Cadê o espaço democrático no mercado de shows, senhores produtores??!! Incrível isso, vocês nem imaginam! Gente, não adianta ter talento não, é tudo mentira!".

## Recepção crítica
| Críticas profissionais    | Críticas profissionais |
| Avaliações da crítica     | Avaliações da crítica  |
| Fonte                     | Avaliação              |
| ------------------------- | ---------------------- |
| O Dia                     | [ 18 ]                 |
| Rolling Stone Brasil      | [ 19 ]                 |
| Notas Musicais            | [ 20 ]                 |
| O Fluminense              | Favorável              |
| Correio Braziliense (DVD) | Favorável              |

As resenhas da crítica especializada foram, em maioria, favoráveis. 
O jornal O Dia deu ao disco três estrelas de cinco e elegeu os duetos com Ed Motta e Seu Jorge como os destaques.
A revista Rolling Stone Brasil avaliou com duas estrelas e meia de cinco, numa crítica em que ressaltou que o disco "surpreende quando cai cool no samba em “Menino” com a adesão do rap de Diego Oliveira" e chamou o arranjo de "Espelhos d’água", com a participação de Seu Jorge de "elegante".
Em seu blog Notas Musicais, o crítico e jornalista Mauro Ferreira avaliou com três estrelas de cinco e escreveu que a cantora "filtrou os hits de sua fase teen [com a] estética neo soul que [deu um] tom elegante, mas linear". Ele conclui dizendo: "Aos 38 anos, Patricia Marx faz a festa do amor adulto. Podem barrá-la na festa ploc!"

## Recepção comercial
Em relação as vendas digitais, permaneceu durante algumas semanas entre os mais vendidos do iTunes. A tiragem tanto do CD quanto DVD foi de 2 mil cópias (AA 2000).

## Lista de faixas
Créditos adaptados dos encartes do CD Trinta e do DVD Trinta Ao Vivo, de 2013.
| CD  |                                        |                                                       |         |  |
| N.º | Título                                 | Compositor(es)                                        | Duração |  |
| 1.  | "Cedo ou Tarde" (feat. Filiph Neo)     | Patricia Marx / Filiph Neo / Sorry Drummer / Bruno E. | 4:03    |  |
| 2.  | "Sem Pensar"                           | Patricia Marx / Mad Zoo                               | 3:56    |  |
| 3.  | "Despertar"                            | Patricia Marx / Bruno E.                              | 3:44    |  |
| 4.  | "Espelhos D'água" (feat. Seu Jorge)    | Dalto / Claudio Rabello                               | 4:51    |  |
| 5.  | "Quando Chove"                         | Pino Danielle / versão: Nelson Motta                  | 3:16    |  |
| 6.  | "Tudo o que Eu Quero" (feat. Ed Motta) | Patricia Marx / Filiph Neo / Sorry Drummer / Bruno E. | 4:18    |  |
| 7.  | "Menino" (feat. Diego Oliveira)        | Patricia Marx / Marc Mac / Diego Oliveira             | 4:20    |  |
| 8.  | "Melody of Love"                       | Patricia Marx / Marc Mac / Filiph Neo / Sorry Drummer | 4:16    |  |
| 9.  | "Dito e Feito"                         | Patricia Marx / Filiph Neo / Sorry Drummer            | 3:14    |  |
| 10. | "Ficar Com Você"                       | Troy Ross / Leon Ware / versão: Nelson Motta          | 4:14    |  |

| Faixas bônus do iTunes |                                                 |                                   |         |  |
| N.º                    | Título                                          | Compositor(es)                    | Duração |  |
| 11.                    | "Sonho de Amor" (Ao Vivo)                       | Paulo Massadas / Michael Sullivan | 4:48    |  |
| 12.                    | "Espelhos D'água (Radio Mix)" (feat. Seu Jorge) | Dalto / Claudio Rabello           | 4:37    |  |

| Trinta (Deluxe Version) - iTunes |                                                 |                                                                         |         |  |
| N.º                              | Título                                          | Compositor(es)                                                          | Duração |  |
| 11.                              | "Espelhos D'água (Radio Mix)" (feat. Seu Jorge) | Dalto / Claudio Rabello                                                 | 4:37    |  |
| 12.                              | "Intro / Espelhos D'água" (Ao Vivo)             | Dalto / Claudio Rabello                                                 | 6:18    |  |
| 13.                              | "Burning Luv" (Ao Vivo)                         | Patricia Marx / Robinho / Marcelo Maita / Ivan Carvalho / Jair Oliveira | 4:07    |  |
| 14.                              | "Despertar" (Ao Vivo)                           | Patricia Marx / Bruno E.                                                | 4:33    |  |
| 15.                              | "Rock with You" (Ao Vivo)                       | Rod Temperton                                                           | 4:02    |  |
| 16.                              | "Tudo o que Eu Quero" (Ao Vivo)                 | Patricia Marx / Filiph Neo / Sorry Drummer / Bruno E.                   | 3:58    |  |
| 17.                              | "Quando Chove" (Ao Vivo)                        | Pino Danielle / versão: Nelson Motta                                    | 3:28    |  |
| 18.                              | "Ficar Com Você" (Ao Vivo)                      | Troy Ross / Leon Ware / versão: Nelson Motta                            | 3:54    |  |
| 19.                              | "Sonho de Amor" (Ao Vivo)                       | Paulo Massadas / Michael Sullivan                                       | 4:47    |  |

| DVD Trinta Ao Vivo |                                           |         |  |
| N.º                | Título                                    | Duração |  |
| 1.                 | "Espelhos D’Água"                         |         |  |
| 2.                 | "Sem Pensar"                              |         |  |
| 3.                 | "Burning Luv"                             |         |  |
| 4.                 | "Despertar"                               |         |  |
| 5.                 | "Cedo Ou Tarde (Part. de Filiph Neo)"     |         |  |
| 6.                 | "Melody Of Love (Part. de Sorry Drummer)" |         |  |
| 7.                 | "Menino"                                  |         |  |
| 8.                 | "Rock With You"                           |         |  |
| 9.                 | "Tudo O Que Eu Quero"                     |         |  |
| 10.                | "Quando Chove"                            |         |  |
| 11.                | "Ficar Com Você"                          |         |  |
| 12.                | "Sonho De Amor"                           |         |  |
| 13.                | "Espelhos d’Água (Videoclipe)"            |         |  |
| 14.                | "Galeria de Fotos"                        |         |  |
| 15.                | "Making Of"                               |         |  |
| 16.                | "Documentário"                            |         |  |

## Histórico de lançamento
| País   | Data                 | Formato                       | Gravadora           | Edição(ões)    |
| ------ | -------------------- | ----------------------------- | ------------------- | -------------- |
| Brasil | 16 de março de 2013  | CD Streaming Download digital | LAB 344             | Padrão         |
| Japão  | 26 de março de 2013  | CD Streaming Download digital | LAB 344 SoundFinder | Padrão         |
| Brasil | 19 de agosto de 2014 | Streaming Download digital    | LAB 344             | Deluxe Edition |
| Japão  | 19 de agosto de 2014 | Streaming Download digital    | LAB 344             | Deluxe Edition |